# Lukas Teller
Lukas Teller (Eupen, 21 juni 2000) is een Belgisch Duitstalig politicus voor de CSP.

## Biografie
Teller studeerde in 2024 af als bachelor in de geschiedenis aan de Rheinisch-Westfälische Technische Hochschule in Aken en startte nadien een studie in de rechten aan de Universiteit Luik.
In 2019 trad hij toe tot Junge Mitte, de jongerenafdeling van de CSP, en een jaar later werd hij lid van deze partij. Sinds 2021 is Teller co-voorzitter van Junge Mitte, alsook lid van het partijbestuur van de CSP. Van februari 2023 tot juli 2024 was hij tevens coördinator en politiek adviseur voor de partij.
Na de Duitstalige Gemeenschapsverkiezingen van juni 2024 kwam Teller begin juli van dat jaar op 24-jarige leeftijd als opvolger van Europees Parlementslid Pascal Arimont in het Parlement van de Duitstalige Gemeenschap. Hij was daarmee het jongste Duitstalige parlementslid van dat ogenblik.